# Kindermenu
Kindermenu was eind jaren 80 en begin jaren 90 het kinderblok van de VARA.
In deze tijd had elke omroep nog zijn eigen uitzenddag en zender. Dit wisselde bijna elk jaar en daardoor verhuisde ook het kinderblok mee. VARA's Kindermenu kende geen presentator maar werd aan elkaar geweven door korte animatiefilmpjes van een kok en een ober. Hiervan zijn enkele terug te vinden op internet. Een aantal jaren was er ook een aparte uitzending voor peuters genaamd Minimenu. Later in de jaren 90 stopte de VARA met het kinderblok en met ook met vrijwel alle kinderprogramma's, omdat men het niet als prioriteit zag. Vanaf de 21e eeuw zendt de omroep alleen nog het jaarlijkse concert van Kinderen voor Kinderen uit en zo af en toe een spin-off van het programma.

## Lijst van programma's uit VARA's Kindermenu
- Alfred J. Kwak
- Alle kinderen zingen (met Henk Westbroek)
- Boes
- Bobby en Onyx
- Dommel
- Dorpje in de wolken
- De film van Ome Willem
- De Grote Meneer Kaktus Show
- J.J. De Bom voorheen De Kindervriend (herhalingen uit 1979/1981)
- Kinderen voor Kinderen
- De Kleine wijzer (kindervariant van Per Seconde wijzer) eveneens gepresenteerd door Kees Driehuis
- Kuifje
- Lucky Luke
- Ovide
- Pipo de Clown (herhaling van 4 avonturen in kleur)
- Quik en Flupke
- Robbedoes en Kwabbernoot
- Rode wangen (met Herman van Veen)
- Teddy Ruxspin
- Tom en Tina (ook bekend als Jil en Juli)
- De tovenaar van Oz

## Trivia
- Later in de jaren 90 waren de tekenfilms uit het programma te zien bij de commerciële zender Kindernet.
- Kindermenu was de opvolger van Vara's Filmclub welke de omroep in de jaren 80 uitzond.